# Knallhatten
Knallhatten, (eng. Li'l Abner) är en amerikansk tecknad serie av Al Capp, producerad från 1934 till 1977. Serien, en av de tidigaste satiriska serierna, handlar om en familj s.k. hillbillies (i svensk översättning oftast "bondlurkar") i det fiktiva samhället Dogpatch, Kentucky.
Capp skrev och tecknade serien under hela dess levnad, men nyttjade också flera assistenter - bland dessa märks Frank Frazetta som mellan 1954 och 1961 skissade söndagsversionen av serien.

## Svensk publicering
Knallhatten publicerades som dagsstripp i Expressen från 1944 tills serien lades ner 1977. Därutöver har den bland annat publicerats som biserie i serietidningen 91:an åren 1956–1959, och sedan 1949 i enstaka seriealbum.

## Filmatiseringar
Serien har filmatiserats ett flertal gånger, såväl för bio som för tv.
- "Li'l Abner" (1940)
- "Kickapoo Joy Juice" (1944)
- "Amoozin' But Confoozin'" (1944)
- "A Pee-Kool-Yar Sit-Chee-Ay-Shun" (1944)
- "Porkuliar Piggy" (1944)
- "Sadie Hawkins Day" (1944)
- "Fearless Fosdick" (1952, tv-serie i 13 avsnitt)
- "Knallhatten" (musikalfilm 1959)
- "Li'l Abner" (1967, pilotavsnitt)
- "Li'l Abner" (1971, tv-special)
- "Li'l Abner in Dogpatch Today" (1978, tv-special)